# Język ladyński
Język ladyński – pierwotnie zespół reliktowych dialektów retoromańskich, używany przez Ladynów – rdzenną ludność retoromańską zamieszkującą włoskie Dolomity. Obecnie integrowane są one w jeden język narodowy. Liczba osób posługujących się tym językiem wynosi około 30 tysięcy.
Funkcjonujący w Dolomitach język ladyński nie wykazuje bliższego związku z językiem ladino, używanym dawniej w Hiszpanii przez Żydów sefardyjskich; jest to przypadkowa zbieżność nazw.

## Dialekty i podział terytorialny

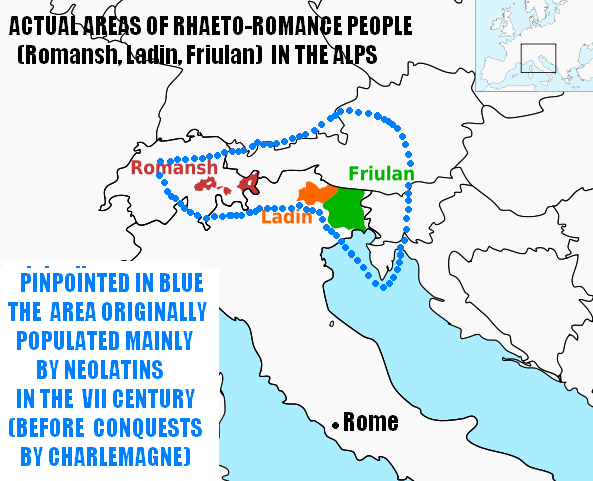
Zasięg historyczny i współczesny

Język ladyński występuje w kilku dolinach otaczających masyw Gruppo di Sella w centralnych Dolomitach. Administracyjnie doliny te wchodzą w skład trzech prowincji: Tyrol Południowy, Trentino oraz Belluno. W związku z przeszkodami naturalnymi w postaci wysokich masywów górskich dialekty języka ladyńskiego różnią się między sobą w poszczególnych dolinach.
Obecnie język ladyński używany jest w formie kilku dialektów na następujących obszarach:
- obszar zachodni:
  - dialekt gerdeński: dolina Val Gerdëina; obejmuje gminy: Urtijëi, Santa Cristina Gherdëina, Sëlva;
  - dialekt fasciański: dolina Val di Fascia; obejmuje gminy: Moena, Soraga, Vich de Fascia, Poza di Fascia, Mazin, Ciampidél, Cianacei;
  - dialekt noweski: w otoczeniu masywu Seiser Alm, po orograficznie lewej stronie doliny Eisacktal, praktycznie wymarły;
- obszar centralny:
  - dialekt badiot: doliny Val Badia, Val Marebum; obejmuje gminy: Badia, Corvara, La Val, San Martin de Tor, Marebum;
  - dialekt fedomski: w dolinach Val Fédom; obejmuje gminy: Val Fédom, Col Santa Lucia, Rocca Pietore, Alleghe;
- obszar wschodni, w którym następują wpływy języka friulskiego:
  - dialekt anpezański: w dolinie Val Anpëz; miasto i gmina Anpëz (Cortina d’Ampezzo);
  - dialekt comeliziański; obejmuje dolinę Comelico: San Nicolò di Comelico, San Pietro di Cadore, Santo Stefano di Cadore, Danta di Cadore, Comelico Superiore;
  - dialekt cadorski stanowiący formę przejściową między dialektami ladyńskimi a włoskimi dialektami regionu Veneto; obejmuje gminy rejonu Cadore: Auronzo di Cadore, Borca di Cadore, Calalzo di Cadore, Cibiana di Cadore, Domegge di Cadore, Lorenzago di Cadore, Lozzo di Cadore, Ospitale di Cadore, Perarolo di Cadore, Pieve di Cadore, San Vito di Cadore, Selva di Cadore, Valle di Cadore, Vigo di Cadore, Vodo di Cadore, Zoppè di Cadore;
  - dialekt zoldański: w dolinie Val di Zoldo;
  - dialekt wajontyński, stanowiący formę przejściową między dialektami ladyńskimi i friulijskimi:

Dialekty obszaru zachodniego języka ladyńskiego wykazują wpływy dawno wymarłych na tym obszarze języków celtyckich, np. słowo jezioro – po ladyńsku lech – po gaelicku (szkocku) loch. Dialekty wschodnie wykazują podobieństwa z językiem friulijskim. Dialekty centralne wykazują wpływy włoskich dialektów lombardzkich.
Obecnie język ladyński posiada liczne elementy zaczerpnięte z języków niemieckiego i włoskiego. W pisowni używa się dodatkowych liter niemieckich, jak „ö”, „ü”, nie występuje natomiast, podobnie jak w języku włoskim, litera „w”.

## Status
W Południowym Tyrolu język ladyński jest oficjalnie uznawany przez lokalne władze i nauczany w szkołach, ponadto w języku tym nadaje audycje Telewizja Ladyńska (RAI TV Ladinia) – emitująca programy poświęcone sprawom lokalnym. Sposób wymowy używany przez Telewizję Ladyńską stanowi obecnie de facto standard języka. Na terenie prowincji Belluno używanie języka ladyńskiego reguluje pochodzący z 1999 roku akt prawny, dotyczący historycznych mniejszości językowych (rozporządzenie nr 482/1999). Na obszarze Val di Fascia (prowincja Trentino) status języka ladyńskiego jest nieuregulowany.
W referendum, które odbyło się w październiku 2007, mieszkańcy dwóch gmin ladyńskich położonych w prowincji Belluno zdecydowaną większością zadecydowali o przyłączeniu ich do prowincji Tyrol Południowy.

## Przykłady języka ladyńskiego
Pierwsze zdanie Modlitwy Pańskiej w dialekcie badiot:
1. Nosc Pere dal cí,
2. al sii santifiché to enom,
3. al vëgni to rëgn,
4. töa orenté sii fata,
5. desco sö al cí ensciö söla tera.

Tłumaczenie tego fragmentu na język polski (zachowano podział na wiersze odpowiadające tekstowi ladyńskiemu):
1. Ojcze Nasz, który jesteś w niebie
2. Święć się imię Twoje,
3. Przyjdź królestwo Twoje,
4. Bądź wola Twoja
5. Jako w Niebie tak i na ziemi.

Fragment tekstu zaczerpnięty z oficjalnej witryny Istitut Ladin Micurá de Rü:
L’Istitut Ladin „Micurá de Rü” se crüzia de invié ia iniziatives che dëida conservè y promöie le lingaz y la cultura ladina en general. Danter l’ater se crüziel de dè fora publicaziuns por ladin y te d’atri lingac sura le raiun, le lingaz y la cultura ladina. Na pert importanta dl’ativité dl Istitut é ince le sostëgn a uniuns culturales che à i medemi fins dl Istitut.
Tłumaczenie tego fragmentu na język polski:
Instytut Ladyński Micurá de Rü organizuje i rozwija działalność, której celem jest zachowanie i rozwijanie języka ladyńskiego i szeroko rozumianej kultury ladyńskiej. Instytut między innymi publikuje rozmaitego rodzaju książki w języku ladyńskim oraz książki w innych językach dotyczące terytorium ladyńskiego, języka ladyńskiego i kultury ladyńskiej. Ważną częścią działalności Instytutu jest pomoc udzielana stowarzyszeniom i organizacjom mającym cele podobne do celów działalności Instytutu.

## Inne informacje
Informacje na temat języka ladyńskiego są w Polsce praktycznie niedostępne. Brak słowników, z wyjątkiem bardzo trudno dostępnego słownika ladyńsko-niemieckiego. W opracowaniu jest obecnie słownik ladyńsko-włoski. Systematyczne badania języka ladyńskiego oraz kultury ladyńskiej zapoczątkował żyjący w XIX wieku ksiądz Micurá de Rü. Obecnie problematyką tą zajmuje się nazwany jego imieniem Istitut Ladin Micurá de Rü mieszczący się w San Martin de Tor (Alta Badia).